# Heidelberger Geschichtsverein
Der Heidelberger Geschichtsverein e.V. ist ein Geschichtsverein. Er wurde 1993 gegründet und hat den Sitz in Heidelberg.
Der Verein bietet Vorträge, thematische Altstadtführungen und Exkursionen an.
Sein Ziel ist es, die Erforschung und Darstellung der Geschichte der gesamten Stadt Heidelberg und der Vor- und Frühgeschichte auf ihrer Gemarkung zu fördern. Das öffentliche Interesse an der Orts- und Regionalgeschichte soll geweckt werden und interessierte Bürgerinnen und Bürgern sowie die Mitglieder des Vereins ein Forum in diesem Sinne erhalten. Der Geschichtsverein sucht auch immer wieder Kooperationen mit anderen kulturellen Einrichtungen in der Stadt und der Umgebung.

## Bücher
Das Buch Die Heidelberger Straßennamen wurde für den Heidelberger Geschichtsverein durch Hansjoachim Raether 2015 herausgegeben. Es beschreibt soweit bekannt die Namensgabe, die Lage und Entwicklungsgeschichte für fast alle Straßen in Heidelberg. So zählt es 931 bewohnte Straßen und Gassen, 500 (Feld- o. Wald-)Wege, 47 Plätze und Dutzende Brücken auf. Dazu haben die Stadtteile im Buch jeweils einen längeren Exkurs erhalten. Viele Artikel enthalten Schwarzweiß-Foto-Reproduktionen, z. B. von alten Karten.
Der Verein publiziert seit 1996 das Jahrbuch: Heidelberg. Zur Geschichte der Stadt. Darin werden im Schnitt 20 Aufsätze zur Stadtgeschichte, Topografie, zur Baugeschichte und dem Denkmalschutz einzelner Bauwerke publiziert. Außerdem bietet das jeweilige Jahrbuch einen ausführlichen Rezensionsteil und eine Auflistung von neuen Veröffentlichungen zur Stadtgeschichte.

## Das Onlinelexikon „Enzyklopädie“
Diese Heidelberg-Enzyklopädie ist eine Artikelsammlung zu Personen, Familien, Behörden, Institutionen, Ereignissen und zu Gebäuden und Quellen. Das Inhaltsverzeichnis nennt über 200 Artikel (ohne die über Einzelpersonen).